# Corinnomma lawrencei
Corinnomma lawrencei is een spinnensoort uit de familie van de loopspinnen (Corinnidae).
De wetenschappelijke naam van de soort werd in 2006 gepubliceerd door Charles Richard Haddad.